# Gladioferens spinosus
Gladioferens spinosus is een eenoogkreeftjessoort uit de familie van de Centropagidae. De wetenschappelijke naam van de soort is voor het eerst geldig gepubliceerd in 1919 door Henry.